# L'angelo del silenzio
L'angelo del silenzio (Killer on the Road, 1986; pubblicato inizialmente col titolo Silent Terror) è un romanzo giallo di James Ellroy. Il protagonista (che è anche io narrante del racconto) è un serial killer che confessa una serie di omicidi perpetrati in giro per gli States con un grande SUV, chiamato Deathmobile, ai danni di autostoppisti e cittadini. La dinamica degli omicidi descritti ha fatto ipotizzare che Ellroy si sia ispirato almeno in parte al caso reale dei serial killer Lawrence Bittaker e Roy Norris.